# دييغو دي ميغيل ايشريبانو
دييغو دي ميغيل ايشريبانو (بالإسبانية: Diego de Miguel Escribano) (1 سبتمبر 1984 بسريا في إسبانيا - ) هو لاعب كرة قدم إسباني في مركز حراسة المرمى. لعب مع نادي ساباديل ونومانسيا وCD Izarra ‏ وCD Numancia B ‏ وSD Almazán ‏ ونادي بالنثيا ‏.

## روابط خارجية
- دييغو دي ميغيل ايشريبانو على موقع قاعدة بيانات كرة القدم.إي يو (الإنجليزية)
- دييغو دي ميغيل ايشريبانو على موقع Soccerway.com (الإنجليزية)